# Freedom of Love / Szerelemtől szabadon
A Freedom of Love / Szerelemtől Szabadon Horányi Juli YOULÏ első középlemeze, ami 2015. október 20-án jelent meg a Gold Record gondozásában.
A Come Along című dal bejutott a 2016-os Eurovíziós Dalfesztivál magyar fordulójába, A Dalba.

## Számlista
| # | Cím                  | Dalszövegíró | Zeneszerző       | Hossz |
| - | -------------------- | ------------ | ---------------- | ----- |
| 1 | Szerelemtől szabadon | Horányi Juli | Harmath Szabolcs | 3:49  |
| 2 | Ragyogó              | Horányi Juli | Csordás Gábor    | 3:40  |
| 3 | Come Along           | Horányi Juli | Harmath Szabolcs | 3:24  |
| 4 | Freedom of Love      | Horányi Juli | Harmath Szabolcs | 3:49  |